# Jankowice Wielkie
Jankowice Wielkie est une localité polonaise du gmina d'Olszanka, située dans le powiat de Brzeg (voïvodie d'Opole).